# Itsuka no kimi e
Itsuka no kimi e (いつかの君へ?) è un film del 2007 diretto da Kei Horie e basato sul manga Itsuka Ame ga Furu You ni (いつか雨が降るように?) di Saika Kunieda. Il film è interpretato da Takumi Saitō nel ruolo di Noboru Fukami e Ryūnosuke Kawai in quello di Kōhei Hayase.
Il film è stato distribuito nei cinema giapponesi dalla Video Planning il 28 luglio 2007.

## Trama
Dopo che Noboru lo ha salvato dall'annegamento facendogli la respirazione bocca a bocca, Hayase inizia a provare amore nei confronti del suo salvatore e rimane turbato di ciò. Ma i veri problemi hanno inizio quando Hayase conosce Ryū, il fratello gemello di Noboru.